# The Roundhouse Tapes
The Roundhouse Tapes to drugie koncertowe DVD zespołu Opeth. Oprócz zapisu koncertu, który odbył się w The Roundhouse w Londynie 9 listopada 2006 r., DVD zawiera wywiad z zespołem oraz fanami, a także galerię zdjęć i soundcheck.

## Lista utworów
Opracowano na podstawie materiału źródłowego.
| CD 1 | CD 1                             | CD 1    |
| Nr   | Tytuł utworu                     | Długość |
| ---- | -------------------------------- | ------- |
| 1.   | „When”                           | 10:28   |
| 2.   | „Ghost of Perdition”             | 10:57   |
| 3.   | „Under the Weeping Moon”         | 10:28   |
| 4.   | „Bleak”                          | 08:39   |
| 5.   | „Face of Melinda”                | 09:58   |
| 6.   | „The Night and the Silent Water” | 10:29   |
|      |                                  | 1:00:59 |

| CD 2 | CD 2                | CD 2    |
| Nr   | Tytuł utworu        | Długość |
| ---- | ------------------- | ------- |
| 1.   | „Windowpane”        | 08:01   |
| 2.   | „Blackwater Park”   | 18:59   |
| 3.   | „Demon of the Fall” | 08:13   |
|      |                     | 35:13   |

| DVD | DVD                              | DVD     |
| Nr  | Tytuł utworu                     | Długość |
| --- | -------------------------------- | ------- |
| 1.  | „When”                           | 10:28   |
| 2.  | „Ghost of Perdition”             | 10:57   |
| 3.  | „Under the Weeping Moon”         | 10:28   |
| 4.  | „Bleak”                          | 08:39   |
| 5.  | „Face of Melinda”                | 09:58   |
| 6.  | „The Night and the Silent Water” | 10:29   |
| 7.  | „Windowpane”                     | 08:01   |
| 8.  | „Blackwater Park”                | 18:59   |
| 9.  | „Demon of the Fall”              | 08:13   |
|     |                                  | 1:36:12 |

## Twórcy
| Zespół Opeth w składzie - Mikael Åkerfeldt – wokal prowadzący, gitara, miksowanie - Peter Lindgren – gitara - Martin Mendez – gitara basowa - Martin Axenrot – perkusja - Per Wiberg – wokal wspierający, instrumenty klawiszowe |  | Inni - Jens Bogren – miksowanie - Travis Smith – oprawa graficzna, zdjęcia - Heather Elizabeth – zdjęcia |